# ادوارد میدلهام، پرنس ولز
ادوارد میدلهام، پرنس ولز (انگلیسی: Edward of Middleham, Prince of Wales; ح. december 1473 or 1476 – ۹ آوریل ۱۴۸۴ (aged 7–10)) آریستوکراسی (طبقه) اهل پادشاهی انگلستان بود. وی همچنین مفتخر به کسب نشان بند جوراب شده است.